# 芦屋川の文化的景観

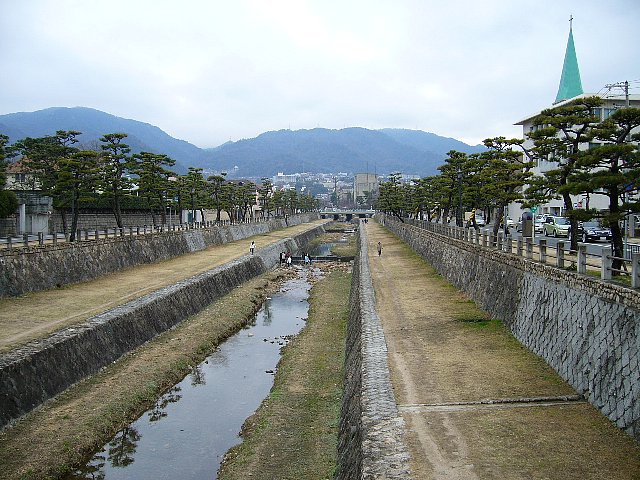
芦屋警察署の西に架かる公光橋から北を望む。奥に業平橋。右の尖塔屋根はカトリック芦屋教会。

芦屋川の文化的景観（あしやがわのぶんかてきけいかん）は、兵庫県芦屋市の芦屋川流域にかかる景観。数多くの歴史文化遺産によって作り出されており、2012年（平成24年）年4月1日に芦屋市指定文化財（記念物）に指定されている。

## 概要
六甲山を背にする芦屋川の上流で浸食された花崗岩の岩盤が砂礫となって下流に運ばれて堆積し、それによって川の流域には扇状地が形成された。また、川底が周辺の地面よりも高くなる天井川が発達した。「芦屋川の文化的景観」には、芦屋川がもたらす水の恩恵と水害の脅威が交錯しており、これらに適応して発展してきた芦屋市の成り立ちが現れている。

## 主な歴史文化遺産の一覧
芦屋川沿いの主な歴史文化遺産は以下の通りである。
- 芦屋川の護岸
- 角石堰堤
- 河原毛堰堤
- 杖東堰堤
- 芦屋川第一号堰堤
- 水車場に伴う石臼
- 旧山邑家住宅（国の重要文化財）
- 阪神大水害芦屋川決壊之地石碑
- 猿丸翁頌徳碑
- 初代桜橋の橋脚
- 徳川大坂城東六甲採石場の石材
- 官設鉄道芦屋川隧道跡
- 芦屋川堰堤
- 芦屋仏教会館
- 業平橋
- 芦屋市制施行記念国旗掲揚台
- 芦屋警察署
- 阪神電鉄芦屋川橋梁
- 芦屋遊園地
- 猿丸君彰功碑
- ぬえ塚
- 旧芦屋遊園乗合バス待合所